# Чилаанткари
Чилаанткари (груз. ჭილაანთკარი) — село в Грузии, на территории Мцхетского муниципалитета края (мхаре) Мцхета-Мтианети.

## География
Село находится в центральной части Грузии, на правом берегу реки Тезами (левый приток Арагви), на расстоянии приблизительно 14 километров (по прямой) к востоко-северо-востоку от города Мцхета, административного центра края и муниципалитета. Абсолютная высота — 939 метров над уровнем моря.

## Население
По результатам официальной переписи населения 2014 года постоянное население в Чилаанткари отсутствовало.
| Год  | Население, человек |
| ---- | ------------------ |
| 2002 | 1                  |
| 2014 | ↘ 0                |